# Ludovic Savatier
Paul Amedée Ludovic Savatier, född 19 oktober 1830 på Île d'Oléron, död 27 augusti 1891 på Île d'Oléron, var en fransk skeppsläkare och botaniker.
Auktorsnamnet Sav. kan användas för Ludovic Savatier i samband med ett vetenskapligt namn inom botaniken; se Wikipediaartiklar som länkar till auktorsnamnet.